# Bryconamericus coeruleus
Bryconamericus coeruleus es una especie de pez de agua dulce del género Bryconamericus, perteneciente a la familia de los caracínidos. Habita en ambientes acuáticos cálidos del centro-este de Sudamérica.

## Taxonomía
Descripción original
Esta especie fue descrita originalmente en el año 2017 por los ictiólogos Fernando Camargo Jerep y Oscar Akio Shibatta.
Localidad tipo
La localidad tipo referida es: “Marialva en las coordenadas: 23°38′30″S 51°51′32″O / -23.64167, -51.85889, río Keller, cuenca del río Ivaí, estado de Paraná, Brasil”.
Holotipo
El ejemplar holotipo designado es el catalogado como: MZUSP 121505; se trata de un espécimen macho adulto el cual midió 65,4 mm de longitud estándar. Fue capturado por G. C. Deprá el 10 de febrero de 2015. Se encuentra depositado en la colección de ictiología del Museo de Zoología de la Universidad de São Paulo (MZUSP), ubicada en la ciudad homónima.
Etimología
Etimológicamente, el término genérico Bryconamericus se construye con la palabra del idioma griego bryko que significa 'morder' y la latinización de la palabra “América”, referido al continente.
El epíteto específico coeruleus es un adjetivo del latín que significa ‘color del cielo’, en referencia a la iridiscencia azulada que presenta esta especie.
Caracterización y relaciones filogenéticas
Bryconamericus coeruleus difiere de sus congéneres por la presencia de dientes desalineados en la hilera externa de dientes del pre-maxilar; una única mancha humeral vertical, expandida y redondeada dorsalmente; escamas perforadas en la serie longitudinal en número de 36 a 39; la altura del cuerpo representa el 31,6 al 37,9% de la longitud estándar; la longitud de la base de la aleta anal equivale a un 24,8 a 30,1% de la longitud estándar y el número de radios ramificados en la aleta anal va del 19 al 22. Además, los machos sexualmente dimórficos exhiben ganchos óseos en las aletas pélvica y anal.

## Distribución geográfica y hábitat
Bryconamericus coeruleus es una especie exclusiva del estado de Paraná, sudeste de Brasil. Se distribuye en parte de la cuenca del río Paraná superior, habitando en afluentes de las cuencas de los ríos Ivaí, Piquirí y Tibagi. El río Paraná es parte de la cuenca del Plata, cuyas aguas se vuelcan en el océano Atlántico Sudoccidental por intermedio del Río de la Plata.
La cuenca del río Paraná superior es habitada por otras tres especies del género Bryconamericus: B. exodon, B. iheringii y B. turiuba, con las dos últimas Bryconamericus coeruleus convive, al igual que con otros Stevardiinae, como Piabarchus stramineus y Piabina argentea. Bryconamericus coeruleus habita en cursos fluviales de agua clara y fondo rocoso con sectores arenosos. Si bien vive tanto en aguas lentas como en rápidas, es más frecuente en pozas ubicadas inmediatamente después de rápidos, así como también cerca de la vegetación ribereña.
Ecorregionalmente este pez constituye un endemismo de la ecorregión de agua dulce Paraná superior.

## Conservación
Los autores recomendaron que, según los lineamientos para discernir el estatus de conservación de los taxones, los que fueron estipulados por la organización internacional dedicada a la conservación de los recursos naturales Unión Internacional para la Conservación de la Naturaleza (IUCN), en la obra Lista Roja de Especies Amenazadas Bryconamericus coeruleus sea clasificada como una especie bajo “preocupación menor” (LC).
Su hábitat sufre un continuo deterioro debido a la degradación de los bosques ribereños. En numerosas localidades con ambiente adecuado la especie no ha podido ser detectada (por ejemplo, en los ríos Barra Grande, Formoso, Itacolomi, Keller, María Flora, Muquilão, Piquiri, Taquara y Ubazinho).